# Santa Cruz de Mompox
Santa Cruz de Mompós (rövid nevén Mompós, avagy Mompox) kolumbiai város Cartagenától délkeletre.
Mompós a Río Magdalena torkolatánál fekszik. Itt folyik a Río Cauca a Río Magdalenába. A város aranyművességéről is ismert.

## Kultúra
A város történelmi központját az UNESCO 1995-ben a világörökség részévé nyilvánította. Az óváros nevezetességei többek között az Iglesia San Agustín (épült 1606-ban), az Iglesia Santa Bárbara (épült 1613-ban), az Iglesia San Francisco (épült 1564-ben), a La Concepción valamint az Iglesia Santo Domingo katedrálisok.

## Különlegességek
A szigeten lakik Kolumbia kedvenc zenész-énekesnője Totó la Momposina és zenekara (azaz számos rokona). Zenéjét afrikai és spanyol behatások jellemzik, melyek összeolvadnak az őslakosok harmóniáival. Ezek az indián elemek különösen tiszták a polifón dallamokban, amelyeket a gaitas nevű furulyán játszanak. A dalszövegek elsősorban a Magdalena partján folyó életről szólnak. Ez a folyó a kolumbiaiak történelmében fontos szerepet játszott közlekedési útvonalként. Ezen szállították az afrikai rabszolgákat, sőt még a cumbia nevű páros tánc is ezen a csatornán terjedt. Az etnikai hatások sokfélesége a zenészek által használt hangszereknek (bombo, tambor macho (llamador), tambor hembra (repicador) avagy tambor mayor, guache, marimbula, millo flute) köszönhető. A dalokban leggyakoribb a kérdés-felelet séma alkalmazása. Egy személlyel általában egy kórus folytat dialógust. A gaitas melódiáinak és a különböző dobok ritmusainak elegye gyakran mintegy hipnotikusan hat a hallgatóságra.

## Történelme
Mompós városát Alfonso de Heredia alapította 1537. május 3-án a malibu törzs területén a cartagenai kormányzó, Juan de Santa Cruz nevében. A malibu törzsfőnök Mompoj segített a konkvisztádoroknak a letelepedésben. Hálájuk jeléül a spanyolok a törzsfőnök és a kormányzó nevének összeillesztéséből alkották meg a város nevét, így lett Santa Cruz de Mompóx. Mivel a Santa Cruz szó szerinti jelentése „szent kereszt“, ezt jelenítették meg a város zászlajában.
Az új-granadai alkirályságban Mompós fontos szerepet játszott. Alexander von Humboldt német felfedező 1801-es dél-amerikai útján április 25-től május 5-ig Mompósban tartózkodott.

## A város szülöttei

A város zászlaja

- Candelario Obeso (1849-1884), író

## Lakosságának alakulása
| Év   | Lakók száma |
| ---- | ----------- |
| 1801 | 14 000      |
| 1885 | 17 908      |
| 1993 | 19 810      |
| 1999 | 25 611      |
| 2003 | 28 926      |

## Fordítás
- Ez a szócikk részben vagy egészben  a    Mompós című német Wikipédia-szócikk ezen változatának fordításán alapul.  Az eredeti cikk szerkesztőit annak laptörténete sorolja fel. Ez a jelzés csupán a megfogalmazás eredetét és a szerzői jogokat jelzi, nem szolgál a cikkben szereplő információk forrásmegjelöléseként.